# Британска Девичанска Острва на Светском првенству у атлетици у дворани 2014.
Британска Девичанска Острва су четврти пут учествовала на Светском првенству у атлетици у дворани 2014. одржаном у Сопоту од 7. до 9. марта. Репрезентацију Британских Девичанских Острва представљала је једна атлетичарка, која се такмичила у трци на 60 метара.
На овом првенству Британска Девичанска Острва нису освојили ниједну медаљу али је оборен лични рекорд сезоне.

## Учесници
Жене:
- Тахесија Хариган-Скот — 60 м

## Резултати

### Жене
| Атлетичарка           | Дисциплина | Лични рекорд | Квалификација | Квалификација | Полуфинале | Полуфинале | Финале                | Финале | Детаљи |
| Атлетичарка           | Дисциплина | Лични рекорд | Резултат      | Место         | Резултат   | Место      | Резултат              | Место  | Детаљи |
| --------------------- | ---------- | ------------ | ------------- | ------------- | ---------- | ---------- | --------------------- | ------ | ------ |
| Тахесија Хариган-Скот | 60 м       | 7,09 НР      | 7,20 КВ       | 2. у гр. 2    | 7,17 ЛРС   | 2. у гр. 2 | Није се квалификовала | 8 / 43 |        |